# Spirulina
Spirulina je rod enoceličnih modrozelenih cepljivk. Predstavniki so vlaknaste oblike. Ker so zelo prilagodljive, jih je lahko gojiti. Najdemo jih v raznovrstnih okoljih, npr. v prsti, pesku, močvirju, alkalnih jezerih in slankasti vodi, v morju in sladki vodi, najbolje pa uspeva v slanih vodah toplega podnebja (Afrika, Ljudska republika Kitajska, Mehika). Kot prehransko dopolnilo pod tržnim imenom Spirulina se uporabljata predvsem vrsti Spirulina platensis in Spirulina maksima (nekateri ju uvrščajo tudi v rod Arthrospira) v obliki tablet, kapsul, praška, ponekod je tudi dodana hrani.